# Lista federal de materiales extremistas
La lista federal de materiales extremistas (Ruso: Федеральный список экстремистских материалов) es una lista de obras que están prohibidas en Rusia, basada en la Ley rusa de restricciones de Internet. Lo compila el Ministerio de Justicia de la Federación de Rusia. Producir, almacenar o distribuir los materiales de la lista es un delito en Rusia.
El 28 de noviembre de 2020, esta lista incluía 5130 elementos.
Existe una lista separada de personas y organizaciones sospechosas de estar involucradas en terrorismo o extremismo. La lista es compilada por Rosfinmonitoring.

## Contenido

### Artículos, volantes, otros materiales impresos y manuscritos
- Obras escritas por Alexei Aleksandrovich Dobrovolsky

- Carta abierta escrita por la organización no gubernamental Voz de Beslán al presidente de los Estados Unidos, al Congreso de los Estados Unidos, al Parlamento Europeo, etc. (N.º 589) sobre la crisis de los rehenes en la escuela de Beslán.
- Libro Última voluntad y testamento político de Adolf Hitler, escrito por autor desconocido
- Libro El culto al diablo entre los judíos en nuestro tiempo, escrito por autor desconocido

### Libros y folletos
- Henry Ford. Der internationale Jude: Ein Weltproblem y versión del libro, traducida al idioma ruso - Международное еврейство
- Adolf Hitler. Mein Kampf[4]
- Benito Mussolini. La doctrina del fascismo y versión del libro, traducida al idioma ruso - Доктрина фашизма
- Henry Picker. Hitlers Tischgespräche im Führerhauptquartier
- Heinrich Himmler. SS-Mann und Blutsfrage
- Konstantin Rodzaevsky. La última voluntad de un fascista ruso
- Jürgen Graf. l mito del Holocausto, la verdad sobre el destino de los judíos durante la Segunda Guerra Mundial
- Eugen Dühring. Die Judenfrage als Frage der Rassenschadlichkeit fur Existenz, Sitte und Kultur der Volker, mit einer weltgeschichtlichen Antwort
- Richard Wagner. Das Judenthum in der Musik
- Valentín Anatolievich. Hitler sin mentiras ni mitos
- Édouard Drumont. La France juive.
- Gottfried Fede. Das Programm der NSDAP und seine weltanschaulichen Grundlagen
- Joseph Goebbels. Michael: Un destino alemán en forma de diario
- Alfred Rosenberg. El mito del siglo XX
- Maxim Martsinkevich. Реструкт!
- Yuri Felshtinsky y Aleksandr Litvinenko. Rusia dinamitada
- Boris Stomakhin. La violencia como método

### Películas y videos
- "Der ewige Jude»
- Video titulado Declaración de ISIS al presidente Vladimir Putin
- Video Putin públicamente, en una reunión de judíos admitió que es judío, que dura 2 minutos 15 segundos
- Video titulado Evidencia. Putin está construyendo Khazaria, que comienza con las palabras «Rusia es capturada por judíos, Putin es el presidente de la República Khazaria», y termina con las palabras «¿Piensa en qué nación de Rusia le importa?»

### Imágenes
- Un cartel que representa a A. Hitler en uniforme del NSDAP con las palabras «Feliz cumpleaños, nacionalsocialista. 14/88. Sé bueno y mata [censurado] hoy»

- Un cartel que representa a un hombre que se parece al presidente de la Federación de Rusia Vladímir Putin, en cuyo rostro se maquilla con pestañas y están pintados los labios, que, tal como lo concibieron el autor o autores del cartel, debería servir como un indicio de lo presuntamente orientación sexual no estándar del presidente de la Federación de Rusia